# Perizoma contrastaria
Perizoma contrastaria là một loài bướm đêm trong họ Geometridae.